# Дронжек (Великопольське воєводство)
Дронжек (пол. Drążek) — село в Польщі, у гміні Крамськ Конінського повіту Великопольського воєводства.
Населення — 123 особи (2011).
У 1975-1998 роках село належало до Конінського воєводства.

## Демографія
Демографічна структура станом на 31 березня 2011 року:
|          | Загалом | Допрацездатний вік | Працездатний вік | Постпрацездатний вік |
| -------- | ------- | ------------------ | ---------------- | -------------------- |
| Чоловіки | 65      | 22                 | 38               | 5                    |
| Жінки    | 58      | 12                 | 34               | 12                   |
| Разом    | 123     | 34                 | 72               | 17                   |